# Pieve di Sant'Innocenza a Piana
La pieve di Sant'Innocenza a Piana è un edificio sacro che si trova in località Piana a Buonconvento.
Documentata dal 1081, si presenta come un organismo fortificato, con i caratteri tipici dell'architettura militare senese del XIII-XIV secolo; uno dei lati è costituito dalla chiesa. Questa, realizzata in cotto, come la maggior parte del complesso, ma con filari di pietra nella semplice facciata, si presenta a un'unica navata con capriate in vista, ma risente già di suggerimenti gotici nella cappella quadrilatera che la conclude, coperta con volta a botte e con monofore ad arco acuto. All'interno sono visibili tracce di un affresco trecentesco con San Cristoforo e di un altro affresco, anch'esso frammentario, dove rimane la figura del Beato Franco da Grotti.